# Dicladanthera
- Commons
- Wikispecies

Dicladanthera F.Muell., segundo o Sistema APG II, é um gênero botânico da família Acanthaceae, natural do oeste da Austrália.

## Espécies
- Dicladanthera forrestii
- Dicladanthera glabra
- «Lista das espécies»

## Nome e referências
Dicladanthera F.Muell., 1882

## Classificação do gênero
| Sistema | Classificação                       | Referência            |
| ------- | ----------------------------------- | --------------------- |
| APG II  | Ordem Lamiales, família Acanthaceae | APweb, versão 9, 2008 |